# Ak-Chin Village
Ak-Chin Village – jednostka osadnicza w Stanach Zjednoczonych, w stanie Arizona, w hrabstwie Pinal.